# Syrische Marine

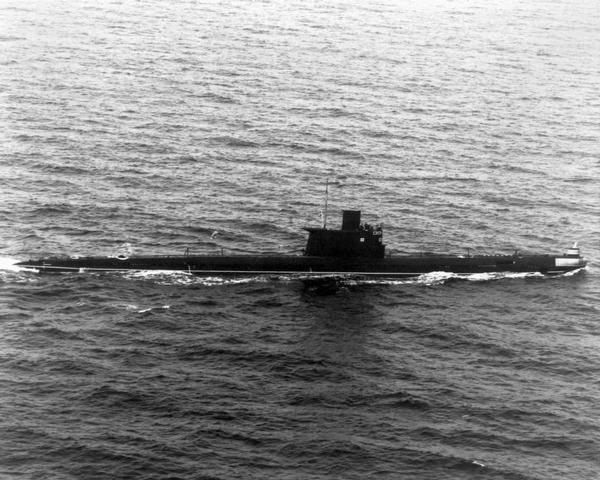
Ein sowjetisches U-Boot der Romeo-Klasse, von der drei Boote an Syrien geliefert wurden

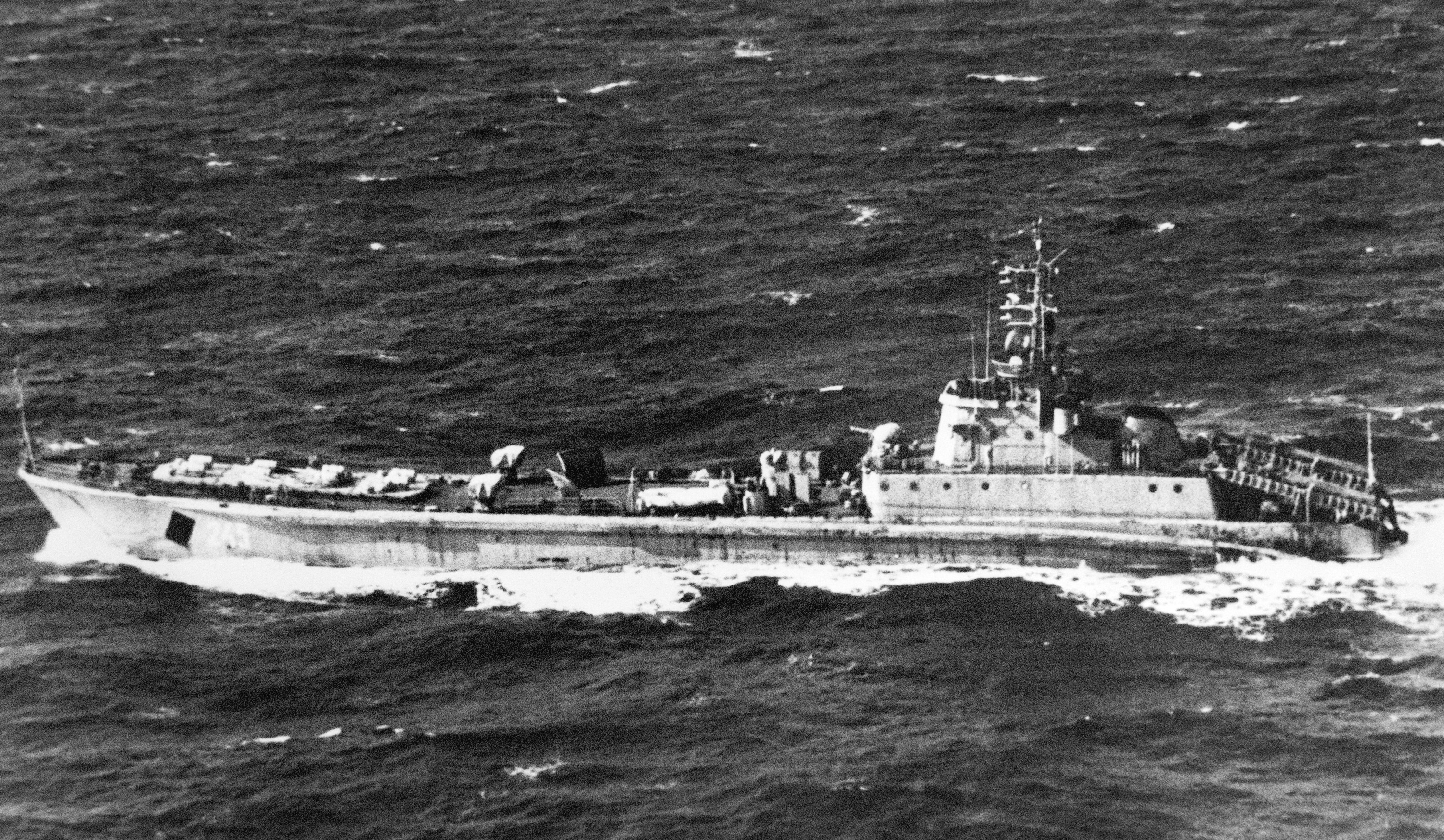
Landungsschiff der Polnocny-Klasse

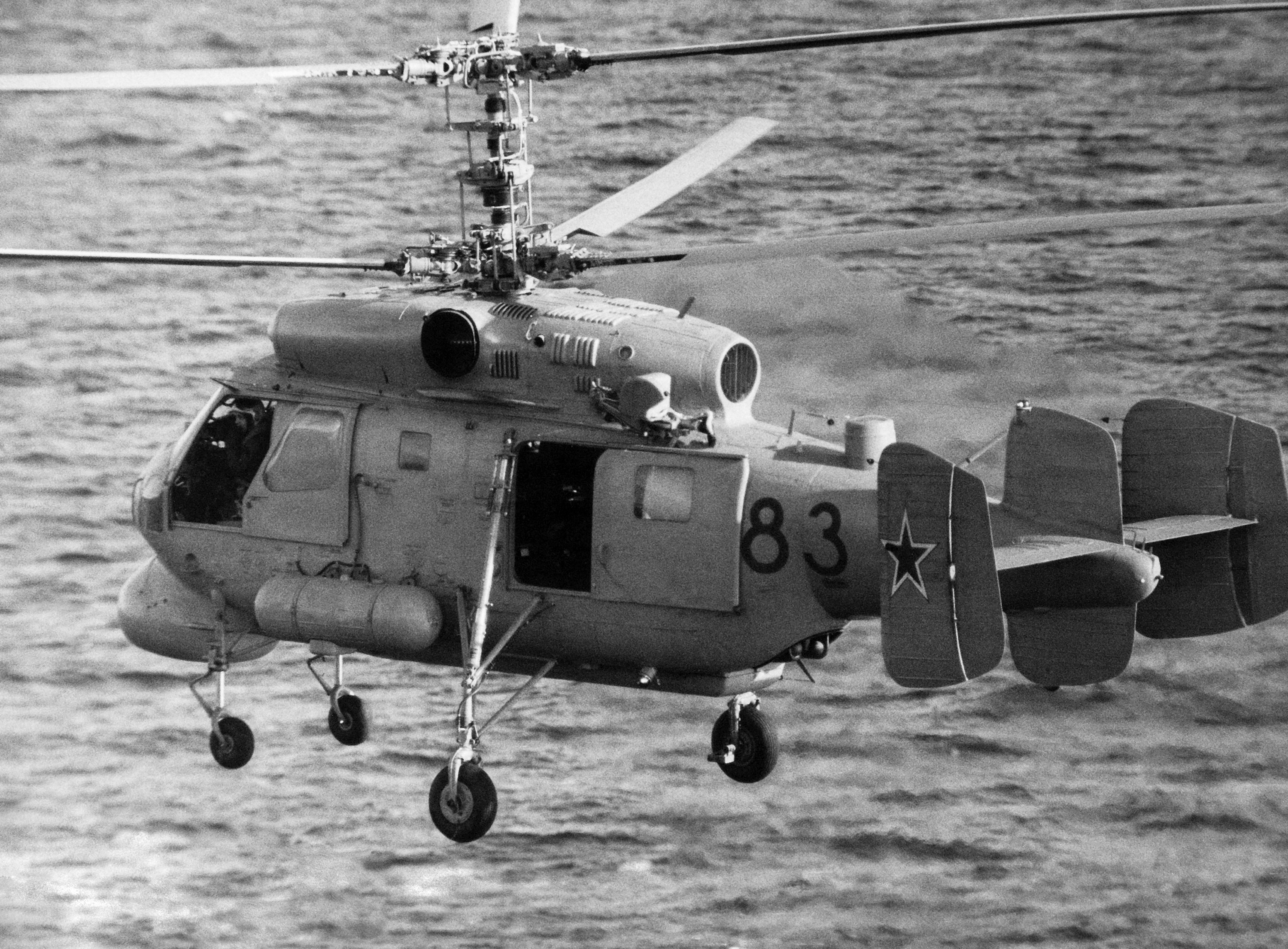
Ein U-Jagd-Hubschrauber des Typs Ka-25 Hormone, wie ihn die syrische Luftwaffe für die Marine betreibt

Die Syrische Marine war die Seestreitkraft der Arabischen Republik Syrien. Sie umfasste zeitweise etwa 3.700 Angehörige und 2.500 Reservisten.

## Geschichte
Die syrische Marine wurde 1950 gegründet. Sie bestand zunächst aus Schiffen, die in Frankreich gekauft worden waren und Heeressoldaten, die in Frankreich umgeschult wurden.
Während des Jom-Kippur-Krieges 1973 wurde die syrische Marine während der Schlacht von Latakia von der israelischen Marine vernichtend geschlagen und blieb für den Rest des Krieges im Hafen. In den 1980er Jahren wurde die syrische Marine von der Sowjetunion im Gegenzug für Stützpunktrechte in 
Tartus neu ausgerüstet.
Faktisch hat sich dadurch der Stellenwert der Marine innerhalb der Streitkräfte Syriens nicht wesentlich verbessert. Es blieb bei der Unterstellung unter die Landstreitkräfte als Teil des Regionalkommandos Latakia. Die Führung erfolgte ausschließlich von Land.

## Ausrüstung
In den 1980er Jahren erhielt die syrische Marine unter anderem drei U-Boote des Typs Romeo, Minensuchboote, Flugkörperschnellboote der Typen Komar, Osa und Osa-II und U-Boot-Jäger des Typs Petya-II. Hinzu kamen U-Jagd-Hubschrauber der Typen Ka-25 Hormone und Mi-14 Haze, die allerdings der Luftwaffe unterstellt wurden, und eine kleine Marineinfanterie von etwa 800 Mann. Für deren Transport wurden 1984/85 drei Landungsschiffe des Typs Polnocny beschafft. Das 1989 von Polen gelieferte Schulschiff Al-Assad, mit etwa 3500 ts das größte Schiff der syrischen Marine, kann ebenfalls als Truppentransporter eingesetzt werden. 
Der Klarstand der seegehenden Einheiten wurde zur Jahrtausendwende als gering bewertet, während die Küstenflugkörper der Typen SS-N-26 Yakhont, SSC-1, SSC-3 und C-802 vor der Küste operierende Schiffe ernsthaft bedrohen können.

## Basen
Trotz ihres geringen Umfangs verfügte die syrische Marine über vier Marinestützpunkte, darunter die von Russland mitgenutzte Marinebasis Tartus. Die weiteren Basen befinden sich in Latakia, Baniyas und Minet el-Beida.

## Einsatzwert
Ausbildung, Instandhaltung und Modernisierung hielten dem Wiederaufbau an maritimen Fähigkeiten in den 1980er Jahren nicht Schritt.
Der operative Wert der syrischen Marine war zu Beginn des Syrischen Bürgerkriegs als gering einzuschätzen. Sie war auf küstennahe Operationen beschränkt, wie etwa am 14. August 2011, als sich syrische Kriegsschiffe an der Beschießung Latakias beteiligten, um Proteste niederzuschlagen. Einzig die Küstenflugkörper stellten eine seitens anderer Marinen zu berücksichtigende operative Komponente dar. 